# Osbern de Bolbec
Osbern de Bolbec, también Osborn [Osborne] de Bolebec y Osbert de Giffard (c. 945-1035) fue un noble normando de origen vikingo. Señor de Longueville, Bolbec (cerca de Lillebonne) y Giffard, entre 1028 y 1035. Es el primer referente de la familia Giffard, las crónicas usan indistintamente Bolebec y Giffard cuando mencionan a los miembros de la familia. Gunnora de Crepon tenía hermanas menores a las que promovió casándolas con los hijos de las entonces grandes casas normandas que estaban bajo la tutela del duque Ricardo I de Normandía y de esta manera la tercera hermana, Avelina, fue entregada en matrimonio a Osbern de Bolbec.

## Familia y Herencia
No se sabe mucho más que era hijo de Geoffrey de Bolebec (c. 925-1040) y Beatrice de Arqués y tenía dos hermanos: Gautier de Bolbec y Hunfred de Bolbec.
De su matrimonio con Avelina de Crépon tuvieron varios hijos:
- Beatrice de Bolebec (c. 985-1068), esposa de Tesselin de Vascoeuil (c. 970-1021), vizconde de Rouen;
- Josceline de Montgomery (de Bolbec) (c. 1000-1050), casada con Hugo de Montgomery, vizconde de Hiémois;
- Walter Giffard (c. 968-1024);
- Geoffroi de Bolbec (Giffard), vizconde de Arqués (c. 1006-?);
- Berenger Giffard (c. 1012-1102), señor de Fonthill (Wiltshire);
- Osberne Gyffard d'Arques (de Bolebec, c. 1020-1085), señor de Brimesfelde.